# God Bless America (película)
God Bless America es una película de comedia negra de acción estadounidense de 2011 escrita y dirigida por Bobcat Goldthwait. Combinando elementos de sátira política con humor negro, la película está protagonizada por Joel Murray y Tara Lynne Barr como un hombre de mediana edad y una adolescente que se embarcan en una ola de asesinatos después de unirse por su disgusto por lo que la cultura estadounidense.
God Bless America fue seleccionada y proyectada en el Festival Internacional de Cine de Toronto, el Festival de Cine South By Southwest, así como en el Festival de Cine de Maryland y el Festival Internacional de Cine de Brisbane, entre otros.

## Respuesta de la crítica
God Bless America tiene un índice de aprobación del 66 %, basado en 115 reseñas, en el sitio web agregador de reseñas Rotten Tomatoes; su consenso indica: "Una polémica oscuramente cómica sobre la cultura moderna, God Bless America es desigual y algo delgada, pero las ideas detrás de este viaje de cumplimiento de venganza tienen un atractivo primordial". Metacritic le otorgó una puntuación promedio ponderada de 56 sobre 100 basada en 24 reseñas, lo que indica "reseñas mixtas o promedio".